# René Egles
René Egles, né le 28 janvier 1939 à Strasbourg, est un auteur-compositeur-interprète et conteur alsacien.

## Biographie
Étudiant à l’école primaire de Strasbourg Cronenbourg, au collège Kléber et ensuite au Lycée Paster de Strasbourg, René Egles poursuit sa formation à l'école normale de Strasbourg.
À partir de 1959, il exerce en tant qu'instituteur dans différentes écoles de la région strasbourgeoise : Lingolsheim, Ostwald et Strasbourg. Ensuite et pendant une quinzaine d'années (1970 à 1985), il est professeur d'enseignement général de collège (PEGC) au collège Kléber.
Établi à Pfulgriesheim (Bas-Rhin), René Egles se définit lui-même comme un « Liedermacher ». Il a composé de nombreuses chansons, « tantôt nostalgiques, tantôt explosives, toujours plus ou moins ironiques ».
Impliqué dans la promotion du dialecte alsacien, notamment auprès des plus jeunes – il a longtemps enseigné dans un collège –, il connaît un grand succès de part et d’autre du Rhin.
Depuis 1977, il dirige la chorale de la paroisse protestante de Pfulgriesheim. En 1978, il est l'un des lauréats pour le prix du Bretzel d'or avec ses chansons alsaciennes d'expression dialectale. 
De 1982 à 1994, René Egles produit l'émission familiale Ich bin e kleiner Müsikant pour les enfants diffusée sur France 3 Alsace et la chaîne publique allemande ZDF. Entouré d'enfants, le chanteur chante et anime en dialecte alsacien.

## Discographie
- Maikäfer Fliej : 37 titres (70 minutes) 95206.

## Publications
- 1995 : Maikaefer fliej : Im René Egles sini Kinderliedle (illustrations de Raymond Piela)
- 2013 : Kansdisvöejele : les oiseaux de la Saint-Jean, EMA, Pfulgriesheim, 149 p.